# Château de La Brède
Le château de La Brède est situé dans la commune de La Brède, dans le département français de la Gironde. L'écrivain et penseur Montesquieu  naquit en ces lieux en 1689 et y rédigea la majeure partie de son œuvre. L'ensemble du domaine est classé monument historique le 7 mai 2008.

## Présentation
Le château de La Brède tel qu'il se présente aujourd'hui a été construit à partir du XIVe siècle. Il s'agissait à l'origine d'un château fort de style gothique, pourvu d'un système défensif et entouré de fossés, plus tard mis en eau (au XVIe siècle). 
Charles-Louis de Secondat, baron de Montesquieu, y est né le 18 janvier 1689. Il y a vécu de manière régulière toute sa vie et rédigé nombre de ses ouvrages, dont De l'esprit des lois. Mais il y effectua aussi des transformations, notamment un jardin à la française, en cours de restauration, et un jardin à l'anglaise.
On peut y voir la chambre de Montesquieu, conservée dans son état du XVIIIe siècle, et sa bibliothèque, dont les livres ont été transférés à la bibliothèque municipale de Bordeaux.
Le château a successivement appartenu aux familles de La Lande (XIe siècle-1502), de L'Isle (1502-1577) et du Pesnel (1577-1686), avant de passer à la famille de Montesquieu. C'est le mariage de Jacques de Secondat, père du penseur politique, avec Marie-Françoise Du Pesnel (1665-1696), qui fit entrer le château dans le patrimoine des Montesquieu. Il est resté propriété de ces derniers jusqu'en 2004, année où mourut la comtesse Jacqueline de Chabannes (1912-2004), dernière descendante de Denise de Secondat, fille benjamine de l'écrivain. En 1994, celle-ci avait confié par donation à la bibliothèque municipale de Bordeaux tous les ouvrages et documents en sa possession, ce qui représente le reliquat de la bibliothèque originelle, dont une importante partie fut vendue en 1926.
Quant à l'ensemble des manuscrits de Montesquieu autrefois conservés à La Brède, il fut vendu en 1939 à l'hôtel Drouot. 
Depuis 2004, le château est la propriété de la fondation privée Jacqueline de Chabannes — du nom de son instigatrice.
Après le château, classé au titre de monument historique dès 1951, une partie des objets d'ameublement a été inscrite au patrimoine mobilier en 2006 — notamment le lit à baldaquin dit « lit du Président » réputé avoir été celui de Montesquieu, soigneusement préservé et entretenu par les descendants de celui-ci. La garniture, méticuleusement rapiécée au fur et à mesure, est toujours en place. L'ensemble du domaine connu sous le nom de domaine de Montesquieu est classé monument historique depuis 2008 et appartient au réseau Maisons d'écrivain en Nouvelle-Aquitaine depuis 2015,.
En 2008, la fondation Jacqueline de Chabannes a lancé une importante campagne de restauration portant sur le château, le parc et une partie du mobilier, à laquelle la DRAC Nouvelle-Aquitaine a apporté son concours de 2016 à 2019.